# Premios de la Música
Los Premios de la Música, fueron unos galardones españoles instituidos en 1996 por la Sociedad General de Autores y Editores (SGAE) y Fundación Autor, en colaboración con la Sociedad de Artistas de España (AIE). 
Tras la fundación de la nueva Academia de la Música de España, se instauraron los «Premios de la Academia de Música» desde enero de 2020 de manera anual, llamados Premios Odeón.
Desde 2024 los Premios de la Academia de Música se consideran los sucesores de los Premios Amigo, los Premios de la Música y Premios Odeón.

## Historia
Creados en 1996, estos premios eran entregados en reconocimiento al trabajo de autores, artistas, compositores y, en general, a todos los profesionales de la música. Desde el año 2001, fue la Academia de las Artes y las Ciencias de la Música la que pasó a encargarse de su organización. 
Eran los propios autores e intérpretes, miembros de número de la Academia, quienes debían votar a los que, a su juicio, eran los profesionales más destacados del momento en las diferentes modalidades creativas de la música. 
Desde su tercera edición, el censo de votantes incluyó una selección de profesionales de la prensa musical nacional e internacional, compañías discográficas, agencias de representación artística y establecimientos comerciales de música. Este cuerpo de votantes formado por los propios creadores y artistas, junto con los profesionales de la industria musical eran quienes elegían a los finalistas y premiados de los Premios de la Música.

## Suspensión y posible refundación

### Suspensión
A pocos meses de celebrarse la 16.ª gala de estos premios en 2012, la SGAE, junto a la Academia de las Artes y las Ciencias de la Música, decidieron que debían suspenderse hasta que se solucionasen todos los problemas que englobaban a la Sociedad General de Autores. Estos problemas comenzaron tras la Operación Saga, que destapó una importante red de corrupción entre los miembros de la SGAE; con lo que decidieron aplazar la gala de los premios a finales de año, pero finalmente no pudo ser y terminaron siendo suspendidos.

### Refundación
Se habló en numerosas ocasiones de una posible refundación de los premios, quienes aparecerían con un lavado de cara y con nuevas categorías más influyentes, pero hoy en día, sigue sin saberse nada sobre el futuro de esta ceremonia.
En la actualidad desde 2020 se ha reanudado con la refundación en los Premios Odeón, fruto de la fusión de Premios de la Música (1997-2012, Sociedad General de Autores y Editores y Fundación Autor, en colaboración con la Sociedad de Artistas de España hasta 2000, de 2001 a 2012  Academia de las Artes y las Ciencias de la Música) y Premios Amigo (1997-2007, Productores de Música de España).
En 2024, tras la fundación de la nueva Academia de la Música de España, se instauraron los «Premios de la Academia de Música» otorgados por la nueva academia, a partir de mayo de 2024, y posteriormente de manera anual.

## Categorías
- Autor Revelación
- Artista Revelación
- Mejor Canción
- Mejor Álbum
- Mejor Álbum de Pop
- Mejor Álbum de Pop Alternativo
- Mejor Álbum de Rock
- Mejor Álbum de Rock Alternativo
- Mejor Álbum de Hip Hop
- Mejor Álbum de Flamenco
- Mejor Álbum de Canción Española
- Mejor Álbum de Jazz
- Mejor Álbum de Fusión
- Mejor Álbum de Música Tradicional
- Mejor Álbum de Banda Sonora de Obra Cinematográfica
- Mejor Canción en Catalán/Valenciano
- Mejor Canción en Euskera
- Mejor Canción en Gallego
- Mejor Canción en Asturiano
- Mejor Tema de Música Electrónica
- Mejor Autor de Música Clásica
- Mejor Intérprete de Música Clásica
- Mejor Edición de Obra Musical Clásica
- Mejor Productor Artístico
- Mejor Técnico de Sonido
- Mejor Arreglista
- Mejor Vídeo Musical
- Mejor Producción Musical Audiovisual
- Mejor Gira
- Premio a Toda una Vida
- Premio a la Difusión de la Música
- Premio de Honor
- Premio Latino de Honor

| Galas                                                                                                  |
| 1997 · 1998 · 1999 · 2000 · 2001 · 2002 · 2003 · 2004 · 2005 · 2006 · 2007 · 2008 · 2009 · 2010 · 2011 |